# زپ (داکوتای شمالی)
زپ(به انگلیسی: Zap) شهری در ایالت داکوتای شمالی کشور ایالات متحده آمریکا است که جمعیت آن در سرشماری سال ۲۰۱۰ میلادی، ۲۳۷ نفر بوده‌است.